# Danauli
Danauli é uma vila no distrito de Agra, no estado indiano de Utar Pradexe.

## Demografia
Segundo o censo de 2001, Danauli tinha uma população de 23,475 habitantes. Os indivíduos do sexo masculino constituem 54% da população e os do sexo feminino 46%. Danauli tem uma taxa de literacia de 48%, inferior à média nacional de 59.5%: a literacia no sexo masculino é de 59% e no sexo feminino é de 35%. Em Danauli, 19% da população está abaixo dos 6 anos de idade.